# Касахара, Хироко
Хироко Касахара (яп. 笠原弘子 Касахара Хироко, 19 февраля 1970 года, префектура Токио) — сэйю, поп-певица и сценическая актриса.
Она спела финальную песню Ending Theme ~ Shadow Hearts в компьютерной ролевой видеоигре Shadow Hearts для PlayStation 2 и финальную тему Aqua Strip визуального романа для ПК и PlayStation 2 Ever 17: The Out of Infinity.

## Позиции в Гран-при журнала Animage
- 1996 год — 18-е место в Гран-при журнала Animage, в списке лучших сэйю[2]

## Роли в аниме
- 1983 год — Ginga Hyouryuu Vifam TV (Качуа Пёрсон);
- 1984 год — Ginga Hyouryuu Vifam: Kachua Kara no Tayori (Качуа Пёрсон);
- 1984 год — Ginga Hyouryuu Vifam: Atsumatta 13-nin (Качуа Пёрсон);
- 1985 год — Ginga Hyouryuu Vifam: Kieta 12-nin (Качуа Пёрсон);
- 1985 год — Choujuu Kishin Dancougar (Лаура Салливан);
- 1985 год — Round Vernian Vifam: Keito no Kioku Namida no Dakkai Sakusen (Качуа Пёрсон);
- 1987 год — Кризис каждый день (Синтия);
- 1989 год — Мегазона 23 OVA-3 (Рё);
- 1990 год — Mahou no Angel Sweet Mint (Минт);
- 1991 год — Уважаемый старший брат (ТВ) (Нанако Мисоно);
- 1991 год — Detonator Orgun (Куми Джефферсон / Мику);
- 1991 год — Kyuukyoku Choujin R (Санго);
- 1992 год — Handsome na Kanojo (Ая Саваки);
- 1992 год — Макросс II OVA (Иштар);
- 1993 год — Безответственный капитан Тайлор (ТВ) (Азалин);
- 1993 год — San Choume no Tama Uchi no Tama Shirimasenka? (Тама);
- 1993 год — 3 Choume no Tama: Onegai! Momo-chan wo Sagashite!! (Тама);
- 1994 год — Последняя фантазия: Легенда кристаллов (Королева Ленна);
- 1994 год — Безответственный капитан Тайлор OVA-1 (Азалин);
- 1994 год — DNA2: Dokoka de Nakushita Aitsu no Aitsu TV (Ами Куримото);
- 1994 год — Рыцари магии (ТВ-1) (Фу Ходзи);
- 1994 год — Tanjou Debut (Саори Фудзимура);
- 1995 год — Армитаж III (Наоми Армитаж);
- 1995 год — Рыцари магии (ТВ-2) (Фу Ходзи);
- 1995 год — Уличный боец II (ТВ) (Ринко);
- 1995 год — DNA2: Dokoka de Nakushita Aitsu no Aitsu OVA (Ами Куримото);
- 1995 год — Безответственный капитан Тайлор OVA-2 (Азалин);
- 1996 год — Бродяга Кэнсин (ТВ) (Саё Магдалия);
- 1996 год — Tokuma Sentai Shinesman (Хитоми Касахара);
- 1996 год — Безответственный капитан Тайлор OVA-3 (Азалин);
- 1997 год — Рыцари магии OVA (Фу Ходзи);
- 1997 год — Baby Love (Сэара Арисугава);
- 1998 год — Белый крест (ТВ) (Сакура Томоэ);
- 1999 год — Seraphim Call (Юкина Куримото);
- 2002 год — В поисках Полной Луны (ТВ) (Хадзуки Кояма (мать Мицуки));
- 2003 год — Ями, Шляпа и те, кто путешествуют покниге (Мариэль-химэ);
- 2003 год — Двойная Спика (Кёко Камогава (мать Асуми));
- 2004 год — Курау: Призрак воспоминаний (Джессика);
- 2007 год — Master of Epic: The Animation Age (Ньютар (жен.));
- 2008 год — Хьякко (ТВ) (Ониюри Кагэяма)